# Koncese
Koncese (lat. concessio, dovolení, připuštění, ústupek) obecně označuje subjektivní právo, výsadu či oprávnění k provozu nějaké činnosti na určitém území, nejčastěji na území nějakého státu, např. jde o výsadu pro cizince k provozování nějakých služeb na území cizího státu. Může se jednat i o povolení k provozu či užívání nějakého objektu (nemovité věci, stroje,
infrastruktury apod.) na nějakém území. Metonymicky se slovo koncese užívalo i pro toto území samé.
V dalším, starším významu, dnes již málo používaném, se mohlo jednat také o synonymum pro ústupek – např. územní ústupek.

## Koncese v české legislativě
Koncese je státní povolení k provozování některých vybraných živností podle § 5 odst. 1 živnostenského zákona. Jedná se pak o tzv. koncesované živnosti (dříve provozované také pomocí koncesní listiny). Zákon v příloze vyjmenovává, o které živnosti přesně jde. Koncesovanou živností je např. Silniční motorová doprava nákladní, osobní, Podnikání s nebezpečnými odpady nebo Provozování pohřební služby.
Státem neregulovaná živnost se nazývá ohlašovací živnost.

## Telekomunikační koncese
Koncese byly dříve udělovány například i pro provoz telekomunikačních zařízení. Odtud pak pochází používaná sousloví televizní koncesionář a koncesionářské poplatky, dnes typicky u rozhlasu a televize.

## Územní koncese

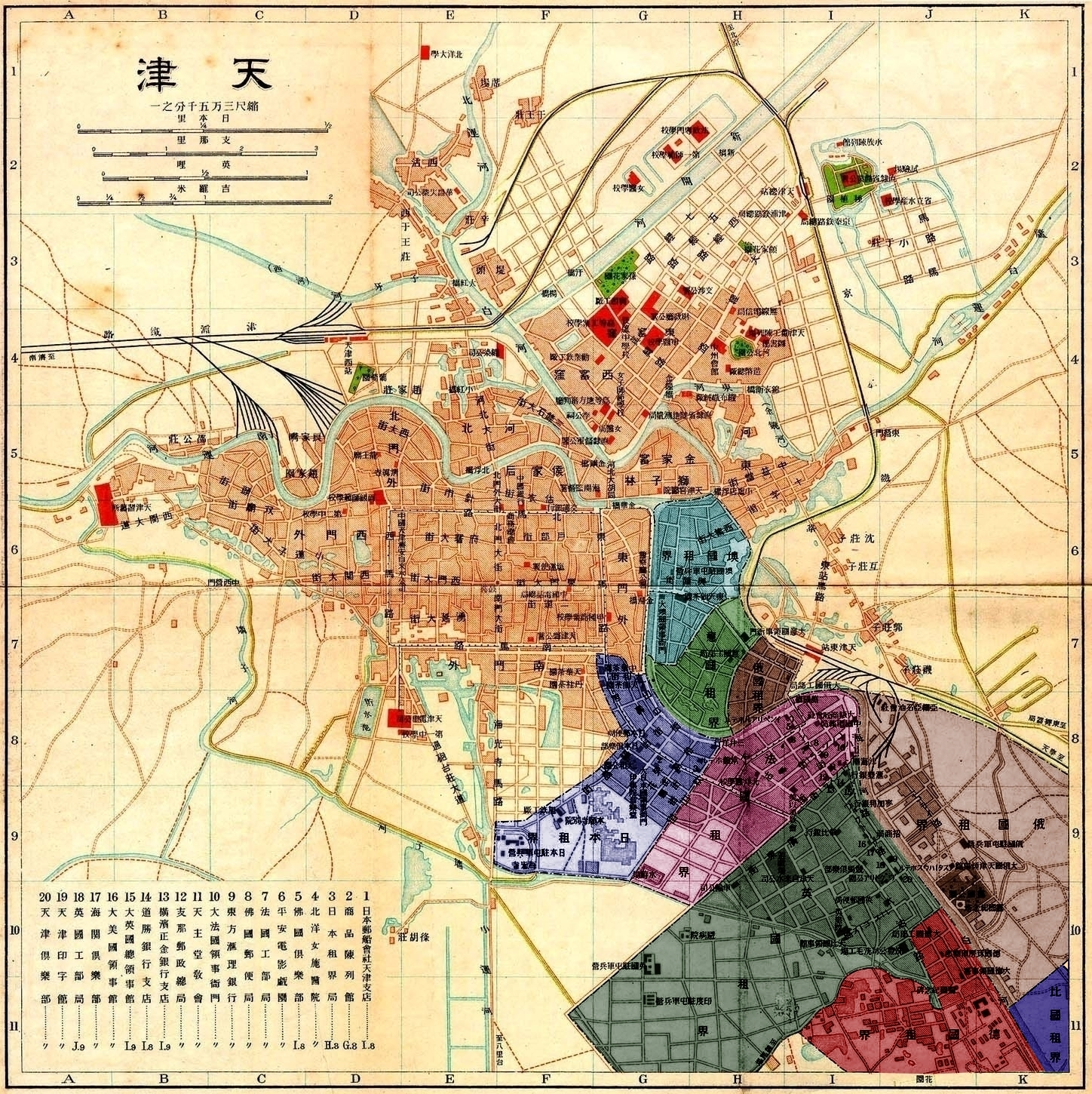
Územní koncese v Tchien-ťinu (Tiencinu), počátek 20. století:
Rakousko-Uhersko
Itálie
Rusko (2 oddělené území)
Belgie
Japonsko
Francie
Spojené království
Německo

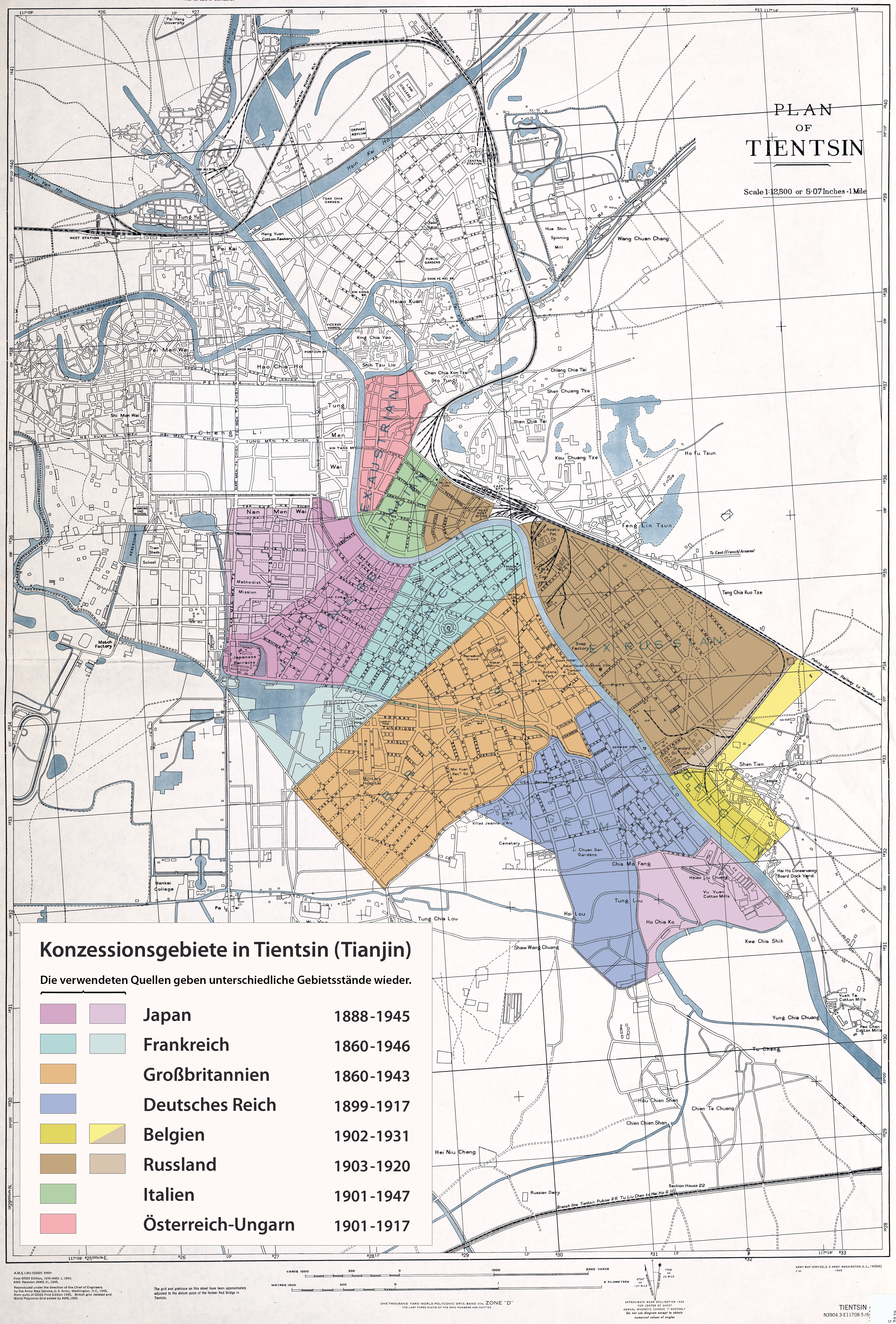

Územní koncese je většinou ústupek nějakého území slabšího státu, který ho podstoupí silnějšímu. Takové území resp. koncese zůstává oficiálně součástí původního státu, ale veškerou moc a suverenitu nad ním má nová silnější mocnost. Nejznámější územní koncesí je město Tchien-ťin (Tiencin), ležící na řece Chaj-che na pobřeží Pochajského zálivu. Více než polovina města byla od konce 19. století do konce první světové války obsazena mnoha koloniálními mocnostmi jako Rakousko-Uhersko, Itálie, Rusko, Belgie, Japonsko, Francie, Spojené království, Německo.
Známá je také německá koncese na Šantungském poloostrově, přístav a zátoka Čching-tao. Až do roku 1891 byl Čching-tao jen malou rybářskou vesnicí, kdy se císařský dvůr dynastie Čching rozhodl, že zde umístí důležitou vojenskou základnu. V roce 1897 se toto město stalo německou koncesí. Němci z něho brzy vytvořili strategicky důležitý přístav a vybudovali v něm mnoho výstavných ulic a boulevardů a základnu námořnictva. V roce 1914 byl Čhing-tao okupován Japonskem. Zpět čínské vládě se vrátilo roku 1922, ale během druhé světové války bylo znovu okupováno. Po ní zde krátkou dobu sídlila část americké Pacifické floty. 2. června 1949 do města ale vstoupila Čínská lidová armáda a Komunistická strana Číny jej od té doby kontroluje.